# Karel Fiedler (atlet)
Karel Fiedler (* 27. května 1949 Havlíčkův Brod) je mnohonásobným vítězem a držitelem medailí z mistrovství ČSSR, ČSR, ME a MS veteránů v atletické disciplíně skoku o tyči. Jeho osobní rekord je 476 cm a dosáhl ho roku 1981.

## Život
Až do roku 1964 vyrůstal Karel Fiedler v Počátkách u Chotěboře a odmala měl ke sportu velmi blízko. V žákovském věku se závodně věnoval lednímu hokeji a fotbalu. Do Chrudimi se dostal roku 1963 a již tento samý rok se dostavil jeho první velký úspěch. Vyhrál Pohár ministerstva školství (dnešní mistrovství republiky). Atletika ho oslovila během studia střední školy. V dorosteneckém věku patřil mezi špičky v republice, což dokazují mnohočetná vítězství na mistrovství ČSSR. V roce 1968 byl Karel Fiedler vyhlášen nejlepším dorosteneckým tyčkařem ČSSR, což mu zajistilo povolávací rozkaz na dvouletou základní vojenskou službu do armádního střediska Dukla Praha.
Po skončení povinné základní vojenské služby se vrátil zpět do Chrudimi, kde pracoval na OV ČSTV jako referent sportů. V letech 1971–74 úspěšně absolvoval tříleté trenérské studium na UK FTVS a v červnu 1976 nastoupil ve funkci vedoucího trenéra v atletických třídách ve ZŠ U Stadionu, kde stále pracuje[kdy?].
Karel Fiedler se atletice závodně věnuje již 53 let; jako trenér, rozhodčí a funkcionář 45 let. Za tuto dobu se mnohokrát umístil na stupni vítězů na mistrovství republiky, pokaždé v disciplíně skok o tyči. Na krajských získal 27 titulů "Přeborník kraje", z toho 23 v kategorii dospělých. Výšku 400 cm poprvé překonal v roce 1967 výkonem 431 cm. Kromě této disciplíny slavil úspěchy i na 110 m překážek s časem 15,3 sekund, v trojskoku, hodu oštěpem a v desetiboji se slušným počtem 6 166 bodů.
Od svých 43 let se Karel Fiedler zúčastňuje veteránských mistrovství České republiky, kde pravidelně získává mistrovské tituly nejen ve skoku o tyči, ale i v dalších atletických disciplínách. V roce 1996 se pak poprvé zúčastnil ME ve švédském Malmö a ukořistil druhé místo. Od té doby soutěžil na celkem sedmnácti ME a MS veteránů, z nichž si odnesl dohromady 14 medailí. Mistrem světa veteránů se stal dvakrát, zatímco mistrem Evropy dokonce čtyřikrát.
Atletice a závodění se stále aktivně věnuje i ve věku 66 let. 

## Úspěchy a umístění
Mistrovství Evropy veteránů v hale a na dráze:
| Rok  | Stát      | Město         | Umístění | Výkon  | Kat. |
| ---- | --------- | ------------- | -------- | ------ | ---- |
| 1996 | Švédsko   | Malmö         | 2.       | 4,10 m | M45  |
| 2002 | Německo   | Postdam       | 1.       | 4,10 m | M50  |
| 2004 | Dánsko    | Arhus         | 1.       | 4,00 m | M55  |
| 2006 | Polsko    | Poznaň        | 2.       | 3,60 m | M55  |
| 2009 | Itálie    | Ancona        | 3.       | 3,80 m | M55  |
| 2010 | Maďarsko  | Nyiregyhaza   | 1.       | 3,70 m | M60  |
| 2013 | Španělsko | San Sebastian | 2.       | 3,50 m | M60  |
| 2015 | Polsko    | Toruň         | 1.       | 3,40 m | M65  |

Mistrovství světa veteránů v hale a na dráze:
| Rok  | Stát           | Město         | Umístění | Výkon  | Kat. |
| ---- | -------------- | ------------- | -------- | ------ | ---- |
| 1999 | Velká Británie | Gateshead     | 2.       | 4,10 m | M50  |
| 2001 | Austrálie      | Brisbane      | 2.       | 4,00 m | M50  |
| 2005 | Španělsko      | San Sebastian | 3.       | 3,70 m | M55  |
| 2006 | Rakousko       | Linz          | 1.       | 3,90 m | M55  |
| 2009 | Finsko         | Lahti         | 2.       | 3,70 m | M60  |
| 2015 | Francie        | Lyon          | 1.       | 3,40   | M65  |

## Ocenění
Obdivuhodné výkony Karla Fiedlera nezůstaly nepovšimnuty. Několikrát se umístil na prvních třech pozicích o Nejúspěšnějšího sportovce Chrudimska v kategorii dospělích. V roce 2005 mu do sbírky přispěla cena Osobnost města Chrudim v oblasti sportovní a vzdělávací. V Síni slávy byl sportovcem okresu Chrudim vyhlášen roku 2009. Nejčerstvější přírůstek do sbírky ocenění je z roku 2015 - Nejúspěšnější sportovec Chrudimska 2015